# Chloridolum dorycum
Chloridolum dorycum là một loài bọ cánh cứng trong họ Cerambycidae.